# Stromabecherverwandte
Die Stromabecherverwandten (Rutstroemiaceae) bilden eine Familie der Pilze innerhalb der Ordnung der Helotiales.

## Merkmale

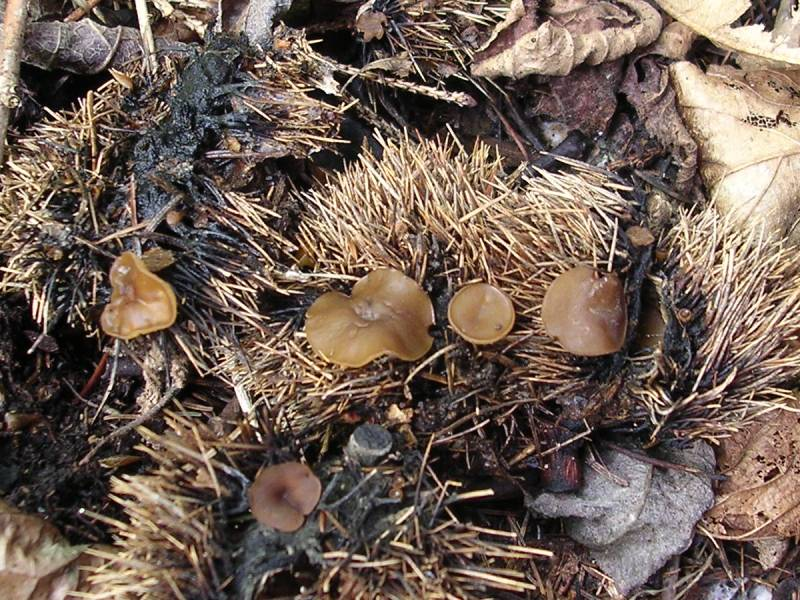
Kastanienschalen-Stromakelch (Lanzia echinophila)

Die Stromabecherverwandte bilden ein Stroma, das aus mit dünnwandigen Hyphen durchzogenem Wirtsgewebe besteht und manchmal schwarz berandet ist. Die Fruchtkörper sind grünliche bis bräunliche, gestielte Apothecien, die direkt dem Stroma wachsen, und meist becherförmig, manchmal aber auch verpelförmig gebildet sein können. Die Schicht zwischen den Schläuchen ist aus einfachen  Paraphysen aufgebaut. Die Schläuche selber sind wie bei allen Leotiomycetes unitunikat und besitzen oft einen amyloiden (mit Jod anfärbbaren) apikalen Ring. Die Ascosporen sind oft unseptiert oder aber auch ein- bis vielfach septiert. Sie sind hyalin oder blassbraun. Zum Unterschied zu Arten der Sklerotienbecherlingsverwandten kommt es bei Stromabecherverwandten zu keiner Antikörper-Kreuzreaktion von SSP-Antikörpern mit dem 36 kDa großen SSP1-Protein, das für die Entwicklung des Sklerotiums verantwortlich ist. Wenige Arten bilden Nebenfruchtformen, die Makro- oder Mikrokonidien ausbilden.

## Ökologie
Rutstroemiaceae sind weltweit verbreitet, besonders aber in Gebieten mit gemäßigtem Klima. Die meisten Arten sind saprotroph auf verschiedenen Pflanzenteilen, besonders auf Samen und Früchten, selten sind sie auch nekrotroph oder biotrophe Parasiten. Viele Arten sind aber hinsichtlich ihrer Lebensweise noch schlecht untersucht.

## Systematik
Herbert Hice Whetzel stellte 1945 die Familie der Sklerotienbecherlingsverwandten (Sclerotiniaceae) für Arten mit inoperculaten Asci und gestielten Apothecien auf, die entweder auf einem stromatisierten d. h. geschwärzten Wirtsgewebe wachsen oder die einem Sklerotium entspringen. Holst-Jensen und Autoren trennten aber 1997 nach molekularbiologischen Untersuchungen die Arten, die das Wirtsgewebe stromatisierten und stellten sie in die neue Familie Stromabecherverwandte.
Zu der Familie der Stromabecherverwandten gehören folgende Gattungen:
- Bicornispora mit zwei Arten
- Dencoeliopsis mit zwei Arten
- Lambertella mit sechs Arten
- Stromakelche (Lanzia) mit nur einer Art
- Pseudolanzia mit nur einer Art
- Stromabecher (Rutstroemia) mit ca. 100 Arten
- Torrendiella mit drei Arten

Die Gattung Poculum gehört nach Mycobank ebenfalls zu den Stromabecherverwandten.